# Oest-Port

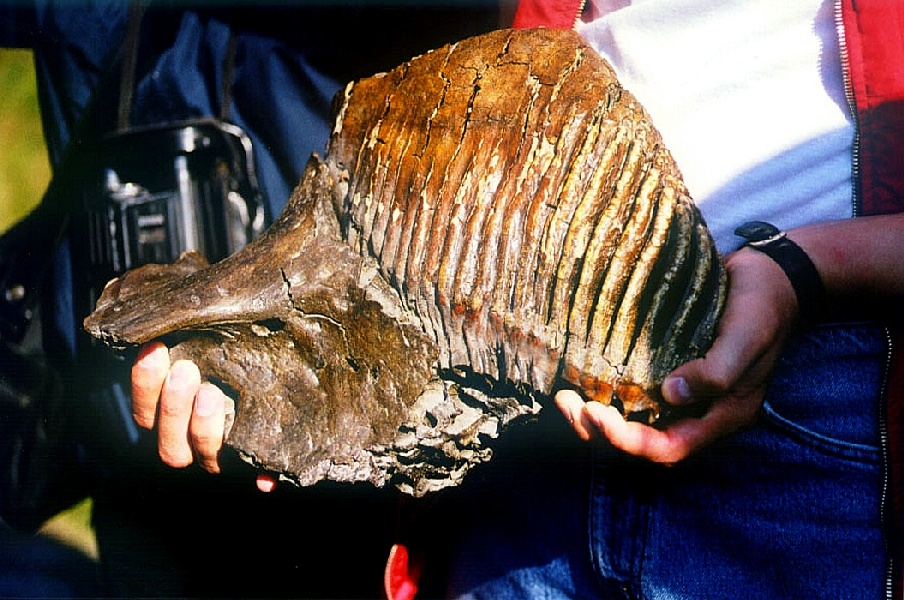
Mamoetbot gevonden nabij Oest-Port

Oest-Port (Russisch: Усть-Порт; "mondingshaven") is een plaats (posjolok) in de selskoje poselenieje van Karaoel binnen het gemeentelijk district Tajmyrski van de Russische kraj Krasnojarsk. Het is een vissersdorpje met 377 inwoners (waarvan 189 leden van Siberische volkeren) aan een bocht van de rivier de Jenisej (haar vaargeul Pasjkovskaja), in de buurt van haar monding. Tot 2007 behoorde het als selsovjet tot het district Oest-Jenisejski van de autonome okroeg Tajmyr. Voor de oever van de plaats liggen de riviereilanden Pasjkov en Pestsjany.

## Vervoer
De plaats ligt op 110 kilometer van Doedinka en 70 kilometer van Karaoel. De Jenisej vormt de belangrijkste verbinding in de zomer, wanneer er een motorpont en (sinds 2004) het gemeenteschip Chansoeta Japtoene heen en weer varen. In de winter is er een winterweg waarover zware vrachtwagens mensen en goederen vervoeren en doen soms ijsbrekers de plaats aan. Wanneer het weer goed is vinden er soms ook vluchten plaats per Mi-8-helikopters of An-3-vliegtuigjes.

## Geschiedenis
In de jaren 1910 ontstonden plannen voor een haven aan de monding van de Jenisej in het kader van de ontwikkeling van de Noordelijke Zeeroute. In 1916 kwamen de eerste mensen naar de plek van deze toekomstige haven. In 1917 werden er een tweetal kazernes, een woonhuis, een meubelmakerij en een smederij opgericht door Duitse krijgsgevangenen uit de Eerste Wereldoorlog, die een begin maakten met de haven. Nadat steenkool was gevonden bij Norilsk werden plannen gemaakt (door Aleksandr Sotnikov) voor de aanleg van een spoorlijn van Norilsk naar Oest-Port, maar deze plannen werden niet doorgezet. De eerste haven van Tajmyr had grote prioriteit had voor de prille Sovjet-Unie en kwam gereed in 1923. De haven is echter onbeschut tegen de zee en werd al snel vervangen door andere havens; eerst in 1929 die van Igarka en later in 1935 die van Doedinka, dat dichter bij de in dezelfde tijd uit de grond gestampte stad Norilsk lag. Wel speelde ze een belangrijke rol in de totstandkoming van de Noordelijke Zeeroute, waaraan het vanaf 1924 een havenplaats vormde. In 1930 werd de eerste school geopend in de plaats en tussen 1930 en 1931 werd er een visconservenfabriek voor vis uit de Jenisej gebouwd, de eerste industriële activiteit op het schiereiland Tajmyr. In de permafrostbodem werden daarvoor ook opslagplaatsen voor koelproducten gebouwd, waarvan de temperatuur tussen de -21 en -24 °C ligt. Een soortgelijke fabriek werd in opdracht van Stalin gebouwd in Novy Port aan de Ob. Er werd een machine- en handelsstation opgezet, waar inwoners werden opgeleid voor visser, rendierhouder of technicus. In 1937 werd er een dokterspost ingericht.
Voor de inheemse bevolking (Dolganen en Nenetsen), die in de jaren 1930 in de collectivisatie werden gedwongen, werd een pelsdierfokkerij opgericht (onderdeel van de sovchaz 'Oktober'), waar blauwe poolvossen werden gefokt (een van de grootste van Tajmyr). Ook richtten de inwoners zich op de visserij, de jacht op pelsdieren en het houden van rendieren. Hiertoe werd gebruikgemaakt van kiepauto's, tractoren en boten van het type Jaroslavets. Tegen 1939 vormde de plaats een arbeidersnederzetting die – zoals het werd genoemd – 'bezig was uit te groeien tot een stad'. In 1943 werden voor de opslag van vis nog drie fabrieken opgericht op basis van de visconservenfabriek van Oest-Port.
Van 1924 tot 1943 werden in opdracht van Stalin 4.100 "vissers" naar Oest-Port gestuurd, bestaande uit bannelingen uit de Baltische staten, waaronder Letten, Esten, Litouwers en Finnen (in 1942), alsook Wolga-Duitsers en Kalmukken (meer dan naar Doedinka en Chatanga bij elkaar). Velen van hen bleven hangen in Oest-Port na de rehabilitatie (destalinisatie) in de jaren 1950 en speelden een rol in de ontwikkeling van de plaats. In de jaren 1950 kwam er een middelbare school, districtziekenhuis, apotheek en een stolovaja (eethuis). Er werden toen ook appartementsblokken gebouwd.
In de jaren 1990 verdween de fabriek. De pelsdierjacht was al eerder opgegeven. De meeste inwoners houden zich nu in de zomer bezig met de rendierhouderij op de toendra of de visserij op de Jenisej.
In de Tweede Wereldoorlog werd er tevergeefs naar olie en gas gezocht. In 1988 werd het Vankorveld (olie en gas) ontdekt bij Igarka, waarvoor Oest-Port in de running was als eindpunt van een pijpleiding. Vanwege de lange blokkade door zee-ijs, koos Transneft echter uiteindelijk Dikson als eindpunt.

## Nabijgelegen plaatsen
Plaatsen in de buurt van Oest-Port zijn Levinskieje Peski, Kazantsevo, Nosok, Bajkalovsk en Vorontsovo.